# Alopecosa zyuzini
Alopecosa zyuzini är en spindelart som beskrevs av Dmitri Viktorovich Logunov och Yuri M. Marusik 1995. Alopecosa zyuzini ingår i släktet Alopecosa och familjen vargspindlar. Inga underarter finns listade i Catalogue of Life.